# Hochheim am Main
Hochheim am Main (o simplemente Hochheim) es una localidad alemana, ubicada en el distrito de Meno-Taunus, en el Estado federado de Hesse.

## Ubicación
Se encuentra en la margen derecha del río Meno, a unas tres millas del afluente del Rin, en la Ruta Alemana de Arquitectura de Entramados. En las inmediaciones, se ubican las ciudades de Fráncfort del Meno, Wiesbaden y Maguncia. Localizado en el Rheingau, Hochheim ha sido históricamente un centro de comercio de vino del Rheingau (región vinícola).

## Historia

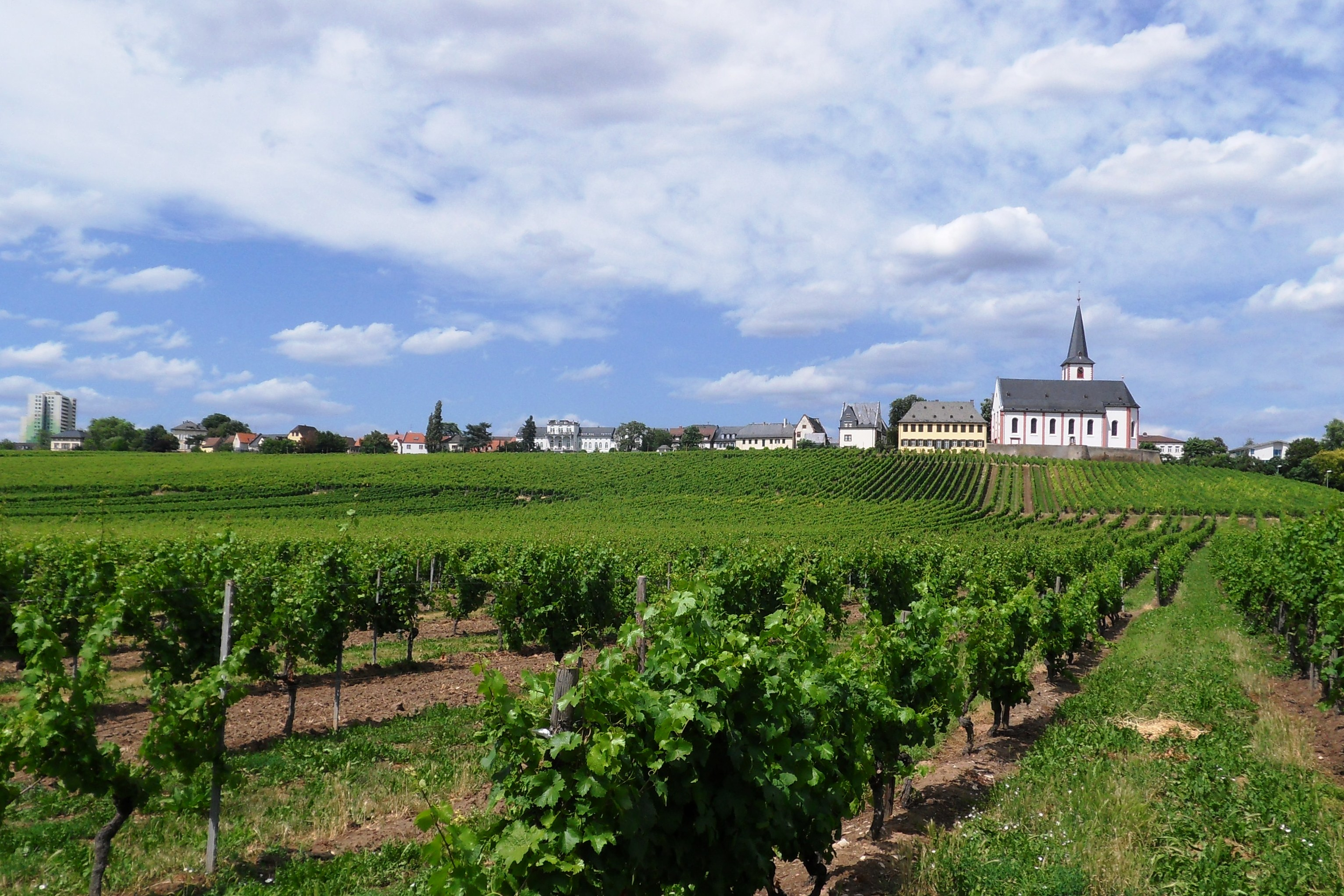
Vista de la ciudad histórica desde el sur, con unos viñedos.

En Hochheim se ha hallado la tumba de un príncipe celta. En la época romana, la zona estaba ya densamente poblada y se introdujo el vino. El nombre de Hochheim data del asentamiento del pueblo alamán en los siglos IV y V, seguido por la ocupación de los francos. 
La primera mención escrita de Hochheim data de 754, en las crónicas sobre la muerte de Bonifacio. Mientras que Massenheim fue mencionada por primera vez en 819 como un regalo para el monasterio de Fulda. En 1273, el pueblo de Hochheim del capítulo de la catedral de Colonia fue vendido al capítulo de la catedral de Maguncia.
En 1484 el emperador Federico III le otorgó el derecho a celebrar dos mercados anuales. Con la Mediatización y Secularización de muchos Estados del Sacro Imperio Romano Germánico, Hochheim se incorporó al principado de Nassau-Ussingen en 1803 que, a su vez, se unió con el principado de Nassau-Weilburg para formar el Ducado de Nassau en 1806. Durante la guerra de la Sexta Coalición, fue ocupada por las tropas aliadas el 9 de noviembre de 1813, desalojando tras duro combate a las fuerzas francesas.

## Ciudades hermanadas
Hochheim está hermanada con:
- Le Pontet, Francia (desde 1987)[3]
- Bonyhád, Hungría (desde 1997)
- Kölleda, Turingia, Alemania